# Kiss (Carly Rae Jepsen)
Kiss (reso graficamente come K I S S) è il secondo album della cantante canadese Carly Rae Jepsen, pubblicato il 14 settembre 2012. Esso è stato anticipato dai singoli di successo Call Me Maybe e Good Time.

## Accoglienza
| Recensione           | Giudizio |
| -------------------- | -------- |
| AllMusic             |          |
| Entertainment Weekly | B–       |
| Los Angeles Times    |          |
| musicOMH             |          |
| PopMatters           | 7/10     |
| Rolling Stone        |          |
| Slant Magazine       |          |
| The Guardian         |          |

Kiss ha ottenuto recensioni generalmente positive da parte dei critici musicali. Su Metacritic, sito che assegna un punteggio normalizzato su 100 in base a critiche selezionate, l'album ha ottenuto un punteggio medio di 63 basato su tredici recensioni.

## Tracce
1. Tiny Little Bows – 3:21 (Carly Rae Jepsen, Dallas Austin, Tavish Crowe, Sam Cooke)
2. This Kiss – 3:48 (Carly Rae Jepsen, Matthew Koma, Kelly Covell, Stefan Kendal Gordy)
3. Call Me Maybe – 3:13 (Carly Rae Jepsen, Josh Ramsay, Tavish Crowe)
4. Curiosity – 3:33 (Carly Rae Jepsen, Ryan Stewart)
5. Good Time (con Owl City) – 3:25 (Carly Rae Jepsen, Adam Young, Matthew Thiessen, Brian Lee)
6. More Than a Memory – 4:02 (Carly Rae Jepsen, Matthew Koma, Redfoo)
7. Turn Me Up – 3:44 (Carly Rae Jepsen, Bonnie McKee, Josh Abraham, Oliver Goldstein, Kevin Maher)
8. Hurt So Good – 3:08 (Carly Rae Jepsen, Matthew Koma)
9. Beautiful (con Justin Bieber) – 3:17 (Carly Rae Jepsen, Justin Bieber, Toby Gad)
10. Tonight I'm Getting Over You – 3:39 (Carly Rae Jepsen, Lukas Hilbert, Max Martin, Clarence Coffee Jr., Shiloh Hoganson, Katerina Loules)
11. Guitar String/Wedding Ring – 3:26 (Carly Rae Jepsen, Josh Ramsay, Tavish Crowe)
12. Your Heart Is a Muscle – 3:48 (Carly Rae Jepsen, Toby Gad)

Edizione deluxe
1. Drive – 2:59 (Carly Rae Jepsen, Dallas Austin, Michael McGarity, Jaden Michaels, Tavish Crowe)
2. Wrong Feels So Right – 4:17 (Carly Rae Jepsen, David Listenbee, Francesca Richard, Jordan Orvosh, Redfoo, Andre Smith, Tavish Crow)
3. Sweetie – 3:38 (Carly Rae Jepsen, Klas Ahlund, Jack Antonoff, Sara Quin)
4. I Know You Have a Girlfriend – 3:03 (I Know You Have a Girlfriend)
5. Almost Said It – 3:03 (Carly Rae Jepsen)

Edizione tedesca
1. I Know You Have a Girlfriend – 3:03 (Carly Rae Jepsen, Matthew Koma)

Edizione giapponese
1. I Know You Have a Girlfriend – 3:03 (Carly Rae Jepsen, Matthew Koma)
2. Almost Said It – 3:03 (Carly Rae Jepsen)
3. Melt with You – 4:00 (Carly Rae Jepsen)

DVD (solo edizione giapponese)
1. Call Me Maybe (Video) – 3:20
2. Call Me Maybe (Dietro le quinte) – 2:09
3. Good Time (Video) – 3:28
4. Good Time (Dietro le quinte) – 2:11

## Successo commerciale
Negli Stati Uniti l'album è entrato in classifica al sesto posto vendendo 46 000 copie nella sua prima settimana. Sino a febbraio 2013, l'album ha venduto 226 000 copie, secondo i dati Nielsen SoundScan.
L'album della giovane cantante canadese è entrato nelle top 10 delle classifiche in sei Paesi. La posizione più alta è stata la numero 4 in Giappone, dove Kiss è certificato disco d'oro. Nel nativo Canada, l'album arrivò alla posizione numero 5 ed è certificato disco d'oro.

## Classifiche

### Classifiche settimanali
| Classifica (2012) | Posizione massima |
| ----------------- | ----------------- |
| Australia         | 8                 |
| Austria           | 25                |
| Belgio (Fiandre)  | 15                |
| Belgio (Vallonia) | 27                |
| Canada            | 5                 |
| Danimarca         | 26                |
| Francia           | 14                |
| Germania          | 22                |
| Giappone          | 4                 |
| Irlanda           | 16                |
| Italia            | 31                |
| Norvegia          | 24                |
| Nuova Zelanda     | 6                 |
| Paesi Bassi       | 47                |
| Regno Unito       | 9                 |
| Spagna            | 20                |
| Stati Uniti       | 6                 |
| Svizzera          | 18                |

### Classifiche di fine anno
| Classifica (2012) | Posizione |
| ----------------- | --------- |
| Francia           | 115       |

## Date di pubblicazione
| Nazione       | Data              | Formato                      | Etichetta  |
| ------------- | ----------------- | ---------------------------- | ---------- |
| Paesi Bassi   | 13 settembre 2012 | CD, download digitale        | A&M        |
| Nuova Zelanda | 14 settembre 2012 | CD, download digitale        | Universal  |
| Australia     | 14 settembre 2012 | CD, download digitale        | Universal  |
| Germania      | 14 settembre 2012 | CD, download digitale        | Universal  |
| Messico       | 17 settembre 2012 | CD, download digitale        | Universal  |
| Francia       | 17 settembre 2012 | CD, download digitale        | Polydor    |
| Regno Unito   | 17 settembre 2012 | CD, download digitale        | Polydor    |
| Irlanda       | 17 settembre 2012 | CD, download digitale        | Interscope |
| Stati Uniti   | 18 settembre 2012 | CD, download digitale        | Interscope |
| Italia        | 18 settembre 2012 | CD, download digitale        | Interscope |
| Canada        | 18 settembre 2012 | CD, download digitale        | 604        |
| Giappone      | 19 settembre 2012 | CD, CD+DVD, Digital Download | Universal  |
| Brasile       | 21 settembre 2012 | CD, Digital Download         | Universal  |
| Russia        | 24 settembre 2012 | CD, Digital Download         | Universal  |